# Heliosteres pleurospila
Heliosteres pleurospila är en fjärilsart som beskrevs av Turner 1935. Heliosteres pleurospila ingår i släktet Heliosteres och familjen plattmalar. Inga underarter finns listade i Catalogue of Life.